# Wzgórza Gumińskie
Wzgórza Gumińskie – pasmo wzgórz, będące częścią Wzgórz Niemczańsko-Strzelińskich, rozciągające się południkowo od potoku Krzywula, za którym znajduje się Masyw Ślęży i Równina Wrocławska, do Obniżenia Ząbkowickiego, na długości ponad 16 kilometrów.
Z zachodu graniczą (kolejno od północy) z Wzgórzami Krzyżowymi, Gilowskimi i Bielawskimi.
Na styku Wzgórz Krzyżowych, Gilowskich i Gumińskich powstała mała Kotlinka Gilowska, natomiast pomiędzy Wzgórza Gilowskie i Wzgórza Bielawskie wcina się wąski pas Kotliny Dzierżoniowskiej, na którym leży Piława Górna. Od wschodu Wzgórza Gumińskie graniczą z Wzgórzami Dębowymi, od których oddziela je dolina Ślęzy, oraz Szklarskimi. W dolinie Ślęzy rozlokowało się jedno z najstarszych miast Dolnego Śląska, Niemcza.
W Dolinie Szklarki na styku wzgórz Gumińskich, Dębowych i Szklarskich leży uzdrowisko Przerzeczyn-Zdrój. Wzgórza częściowo pokryte są lasem. Północna część, mocniej rozczłonkowana, przecinana jest Doliną Siedmiu Stawów w okolicach Goli Dzierżoniowskiej oraz Doliną Piekielnego Potoku (zwaną wąwozem Piekiełko lub Tatarską Doliną) wyrzeźbionym przez Piekielny Potok. Na terenie Wzgórz Gumińskich znajduje się użytkowany kamieniołom tzw. sjenitu (granodiorytu) w Kośminie. Przez wąwóz Piekiełko przechodzi żółty szlak turystyczny, zielony natomiast prowadzi od wąwozu Piekiełko na południe wzdłuż grzbietu Wzgórz Gumińskich.
Najwyższy szczyt – Gontowa (377 m n.p.m.). Inne szczyty od północy:
- Działowa w Grzbiecie Czarny Las (284 m n.p.m.)
- Cierniak (283 m n.p.m.)
- Dworska Kopa (335 m n.p.m.)
- Jodłowiec (373 m n.p.m.)
- Grzybowiec (364 m n.p.m.)
- Bukowiec (359 m n.p.m.)
- Buczek (358 m n.p.m.).

Wzgórza zbudowane są z łupków łyszczykowych i granodiorytów.